# Xoan nhừ
Tránh nhầm lẫn với cây cùng tên Việt khác Spondias lakonensis (xoan nhừ/ dâu gia xoan).
Xoan nhừ hay còn gọi lát xoan, xuyên cóc (danh pháp khoa học: Choerospondias axillaris) là một loài thực vật có hoa trong họ Đào lộn hột. Loài này được (Roxb.) B.L.Burtt & A.W.Hill mô tả khoa học đầu tiên năm 1937.

## Hình ảnh

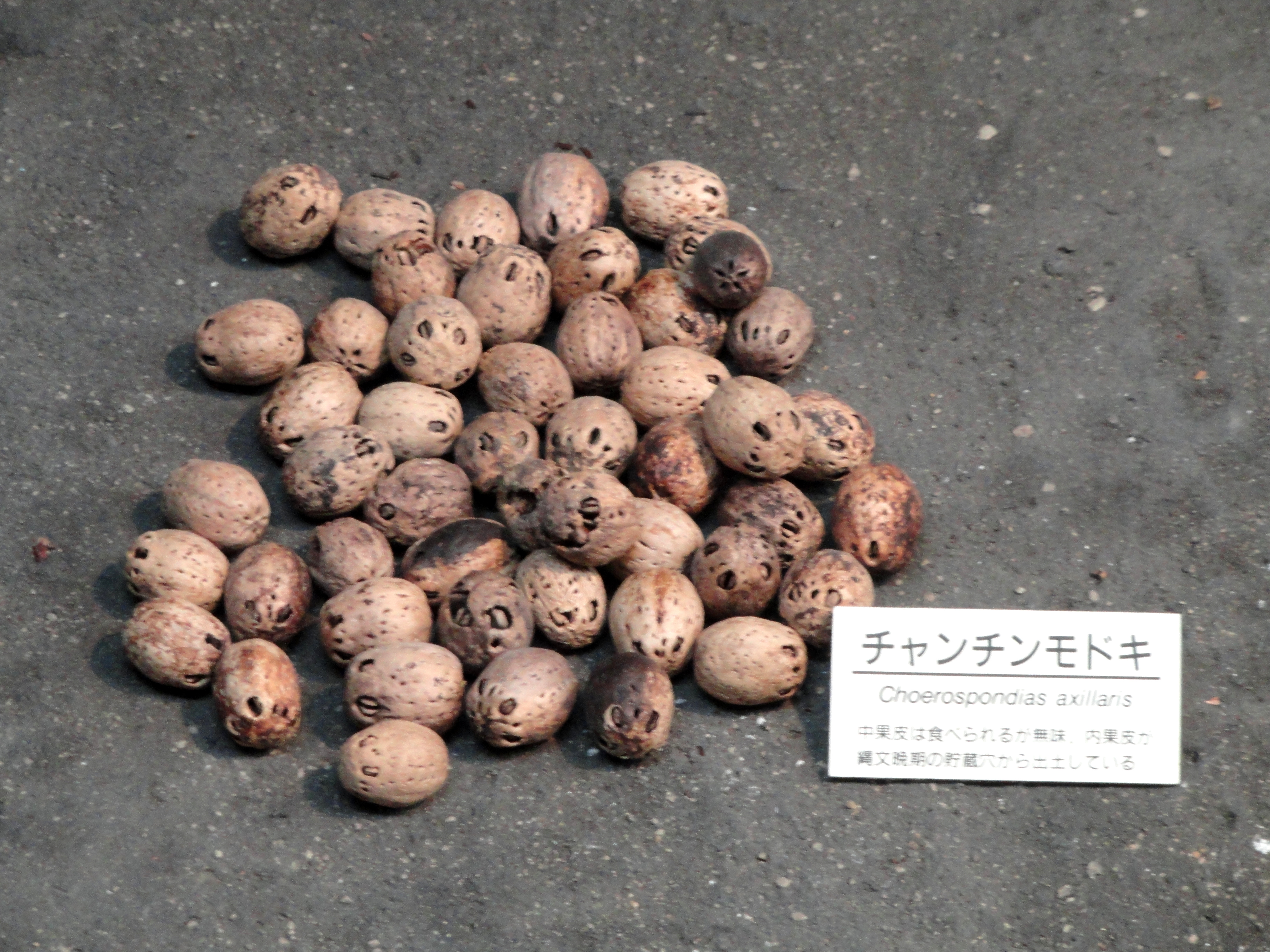
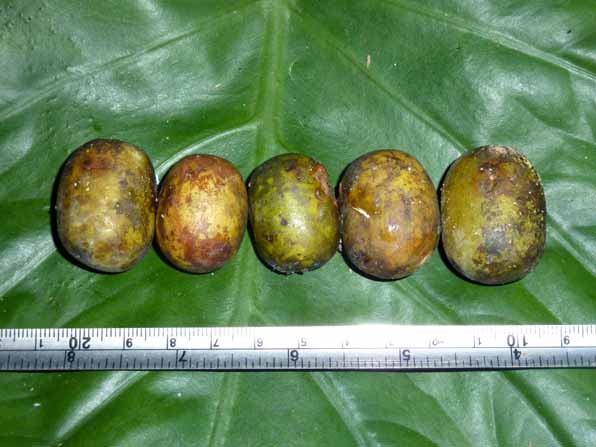
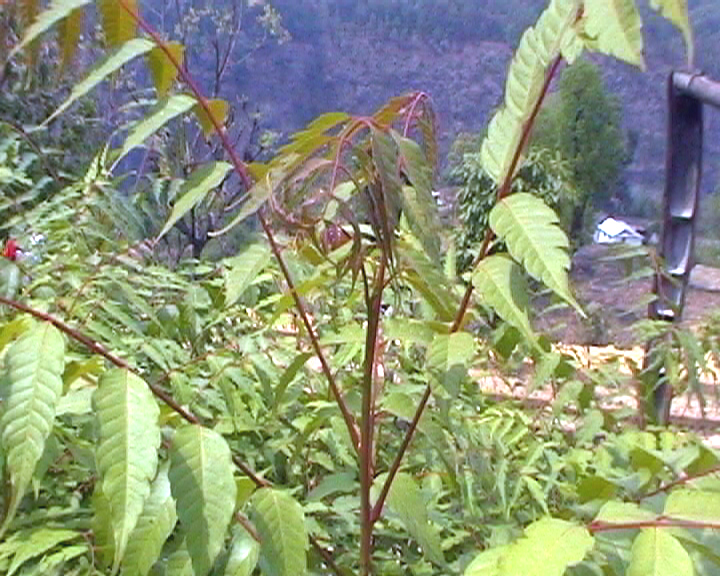